# Jernej Brence (duhovnik)
Jernej Brence, slovenski rimskokatoliški duhovnik, narodni buditelj in organizator, * 11. avgust 1820, Dovje, † 14. maj 1882, Dutovlje.

## Življenje in delo
Bogoslovje je študiral v Celovcu in Ljubljani ter  postal 23. avgusta 1844 duhovnik tržaške škofije. Tako kot brat Janez Brence je tudi Jernej povsod kjer je služboval pospeševal slovenske šole in ljudsko omiko. Najprej je bil župnikov pomočnik in učitelj v Gročani, nato v Boljuncu in nazadnje do smrti 25 let dušni pastir in učitelj v Dutovljah (1857-1882). Skupaj s prijatelji duhovniki Janom, Cemejcem, Remcem in Zormanom je po Krasu budil narodno zavest, odpiral šole, širil knjige Mohorjeve družbe ter pospeševal gospodarski in kmečki napredek. Za zasluge na šolskem področju je bil odlikovan z zlatim križem s krono.